# Апачі (фільм)
«Апачі» — художній фільм-вестерн, знятий в 1973 році на кіностудії ДЕФА режисером Готтфрідом Колдітцем.

## Сюжет
1848 рік, прикордонний регіон між США та Мексикою. В прикордонному штаті Нью-Мексико, на землях, які належали індіанцям-апачам з племені мімбреньйо, знайдені поклади міді та срібла. Поклади металів приваблюють американського геолога Джонсона. Він зазіхнув на ці землі та розстріляв індіанців з гармати. Крім того, він отримав велику премію за скальпи індіанців. Тільки небагатьом з індіанців вдалось урятуватись, серед них вождь Ульзана. Закони племені вимагають покарати вбивцю…

## В ролях
- Гойко Мітіч — Ульзана
- Мілан Белі — Джонсон
- Коля Рауту — Нана
- Леон Нємчик — Рамон
- Геррі Вольф — крамар
- Рольф Гоппе — капітан Бертон